# Процесинг антигена
Процесинг антигена, або цитозольний шлях — імунологічний процес, який готує антигени для презентації особливим клітинам імунної системи, які називаються Т-лімфоцитами. Вважається, що це етап презентації антигена. Цей процес включає два різних шляхи переробки антигенів з власних білків організму або внутрішньоклітинних патогенів (наприклад, вірусів), або з фагоцитованих патогенів (наприклад, бактерій). Подальша презентація цих антигенів на молекулах головного комплексу гістосумісності (MHC) класу I або класу II залежить від того, який шлях використовується. Обидва MHC класу I та II повинні зв'язати антиген, перш ніж вони стабільно експресуватимуться на поверхні клітини.
Презентація антигена MHCI зазвичай (з огляду на перехресну презентацію) включає ендогенний шлях процесингу антигена, а презентація антигена MHCII включає екзогенний шлях процесингу антигена. Перехресна презентація включає елементи екзогенного та ендогенного шляхів, але в кінцевому підсумку виходить на останню частину ендогенного шляху (наприклад, протеоліз антигенів для зв'язування з молекулами MHCI).
Хоча розрізнення двох шляхів є корисним, є випадки, коли позаклітинні пептиди представлені в контексті MHC класу I, а цитозольні пептиди представлені в контексті MHC класу II (це часто трапляється в дендритних клітинах).

## Ендогенний шлях
Ендогенний шлях використовується для презентації клітинних пептидних фрагментів на поверхні клітини на молекулах MHC класу I. Якщо вірус інфікував клітину, вірусні пептиди також презентуються, дозволяючи імунній системі розпізнати та вбити інфіковану клітину. «Зношені» білки всередині клітини убіквітуються, що позначає їх для деградації в протеасомах. Протеасоми розщеплюють білок на пептиди, які включають близько дев'яти амінокислот (придатні для розміщення в щілині, що зв'язує пептиди, у молекулах MHC класу I). Транспортер, пов'язаний з процесингом антигена (TAP), білок, який присутній у мембрані шорсткого ендоплазматичного ретикулуму (ЕР), транспортує пептиди в його просвіт. Також в межах шорсткого ЕР, серія шаперонів, в тому числі калнексін, калретікулін, ERp57, і зв'язуючий білок імуноглобуліну (BiP) полегшує належне формування тримірної структури MHCI і його асоціацію з бета2-мікроглобуліном. Частково згорнута молекула MHCI потім взаємодіє з TAP через тапасин (повний комплекс також містить кальретикулін і Erp57, а у мишей — кальнексин). Після того, як пептид транспортується в просвіт ЕР, він зв'язується з щілиною молекули MHCI, комплекс стабілізується і транспортує пептид на поверхню клітини за допомогою комплексу Гольджі .

## Екзогенний шлях
Екзогенний шлях використовується спеціалізованими антигенпрезентувальними клітинами (АПК) для презентації пептидів, отриманих з ендоцитованих нею білків. Пептиди презентуються на молекулах MHC класу II. Білки ендоцитозуються та розкладаються кислотозалежними протеазами в ендосомах. Цей процес займає близько години.
У новосинтезованого білка MHC класу II у шорсткому ЕР пептидозв'язувальна щілина заблокована молекулою Ii (інваріантний ланцюг; тример). Це запобігає зв'язуванню клітинних пептидів або пептидів з ендогенного шляху. Інваріантний ланцюг також полегшує експорт MHCII з ЕР у везикулі. Везикула зливається з ендосомою, що містить ендоцитовані, деградовані білки. Потім інваріантний ланцюг поетапно розщеплюється, залишаючи лише невеликий фрагмент, який називається «пептид інваріантного ланцюга, пов'язаний із класом II» (CLIP), який все ще блокує пептидозв'язувальну щілину. Структура, подібна до MHCII, HLA-DM, видаляє CLIP і замінює його пептидом з ендосоми. Потім стабільний MHCII презентується на поверхні клітини.

## Процесінг перехресної презентації
При перехресній презентації пептиди, отримані з позаклітинних білків, представлені в контексті MHC класу I. Все починається з екзогенного шляху, але згодом антигени «перенаправляються» на ендогенний шлях (цитозольна диверсія). Це дозволяє клітині пропустити деякі етапи ендогенного шляху (синтез антигенів з антигенних генів вірусу тощо). Перехресний процесінг зберігає ресурси, і дозволяє професійним АПК (дендритним клітинам) обробляти та презентувати антигени без власного зараження, що зазвичай не відбувається з дендритними клітинами, і є досить поширеним сценарієм процесінгу антигена за допомогою ендогенного шляху. Не всі АПК використовують перехресну презентацію.

## Ухилення мікроорганізмів від процесингу антигена
Деякі види сімейства цитомегаловірусів можуть викликати вироблення інфікованою клітиною такиз білків, як US2, 3, 6 та/або 11. US11 і US2 «направляють» MHCI у цитоплазму; US3 інгібує транспортування MHCI в ЕР (частина ендогенного шляху і перехресної презентації); US6 блокує транспортування пептидів TAP до MHCI.
Мікобактерія туберкульозу пригнічує злиття фагосоми-ендосоми, таким чином уникаючи руйнування в несприятливому середовищі фагосоми.
Білок ICP47 деяких вірусів герпесу блокує транспорт пептиду за допомогою TAP. U21 деяких людських вірусів герпесу 7 зв'язується з певними молекулами MHCI і призводить до їх лізосомної деградації.
Білок E19 деяких аденовірусів блокує рух MHCI до відповідних місць при ендогенному шляху.
Білок Nef деяких штамів ВІЛ посилює транспорт молекул MHC назад в цитоплазму, не даючи їм презентувати антигени на мембрані.

## Роль дендритних клітин Лангерганса в процесингі антигена
Клітини Лангерганса — це особливий тип дендритних клітин, присутніх у нелімфоїдних тканинах разом з інтерстиціальними клітинами. Коли ці клітини (у незрілому стані) вступають у контакт з чужорідними клітинами або вірусами, що викликають захворювання тощо, вони виробляють запальний стимул і починають процес процесінгу антигена та рухаються до лімфатичних вузлів, де ці АПК презентують антиген зрілим Т-лімфоцитам.
Т-залежні антигени — антигени, яким потрібна допомога Т-клітин для індукування утворення специфічних антитіл. Т-незалежні антигени — антигени, які безпосередньо стимулюють В-клітини.

## Т-клітинна активація В-клітин
Лімфоцити — це один з п'яти видів білих кров'яних тілець або лейкоцитів, що циркулюють у крові. Хоча всі зрілі лімфоцити виглядають майже однаково, вони різноманітні за своїми функціями. Найбільш поширені лімфоцити:
- В-лімфоцити (часто їх називають просто В-клітинами)
- Т-лімфоцити (також називаються Т-клітинами)

В-клітини виробляються в кістковому мозку. Попередники Т-клітин також виробляються в кістковому мозку, але залишають його і дозрівають у тимусі (що пояснює їх позначення). Кожна В- і Т-клітина специфічні до певного антигену, що просто означає, що кожна з цих клітин здатна зв'язуватися з певною молекулярною структурою (наприклад, антигеном). Специфічність зв'язування полягає в специфічному рецепторі: В-клітинному рецепторі (BCR) і Т-клітинному рецепторі (TCR) для В і Т-клітин відповідно. І BCR, і TCR мають такі властивості:
- Вони є інтегральними мембранними білками.
- Вони присутні в тисячах ідентичних копій, відкритих для контакту на поверхні клітини.
- Вони виробляються до того, як клітина зустрінеться з антигеном.
- Вони кодуються генами, зібраними шляхом рекомбінації ділянок ДНК.

### Як генерується різноманітність рецепторів антигена
Кожен рецептор має унікальну ділянку (сайт) зв'язування. Цей сайт зв'язується з частиною антигена, яка називається антигенною детермінантою або епітопом. Зв'язування, як і між ферментом і його субстратом, залежить від комплементарності поверхні рецептора і поверхні епітопа і відбувається переважно за допомогою нековалентних сил. Успішне зв'язування рецептора антигена з епітопом, якщо воно супроводжується додатковими сигналами, призводить до наступного:
1. Клітина виходить з фази G0 і початку клітинного циклу.
2. Повторний мітоз призводить до розвитку клону клітин, що несуть той самий рецептор антигену; тобто клон клітин ідентичної специфічності. BCR і TCR відрізняються:

- структурою
- генами, які їх кодують
- типом епітопа, з яким вони зв'язуються

### В-клітини
BCR зв'язують інтактні антигени (наприклад, дифтерійний анатоксин, білок, введений у вакцину проти дифтерії, правця і кашлюку). Це можуть бути розчинні молекули, присутні в позаклітинній рідині; або інтактні молекули, які В-клітина отримує з поверхні АПК, таких як макрофаги та дендритні клітини. Зв'язані молекули антигена поглинаються В-клітиною шляхом рецептор-опосередкованого ендоцитозу. Антиген розщеплюється на пептидні фрагменти різними протесомами, а потім виводиться на поверхню клітини разом із MHC класу II. Т-хелпери, специфічні для цієї структури (тобто з комплементарними TCR), зв'язують цю В-клітину та виділяють лімфокіни, які:
1. Стимулюють В-клітину для вступу в клітинний цикл
2. В-клітина зазнає повторного мітозу, в результаті чого утворюється клон з ідентичними BCR;
3. В-клітини переходять від синтезу своїх BCR як інтегральних мембранних білків до їх розчинної версії;
4. Клональні клітини диференціюються в плазматичні клітини, які виділяють ці розчинні BCR, які ми зараз називаємо антитілами.

### Т-клітини
Є два типи Т-клітин, які відрізняються за своїм TCR:
1. альфа/бета (αβ) Т-клітини: їх TCR є гетеродимером альфа-ланцюга з бета-ланцюгом. Кожен ланцюг має варіабельну (V) і константну (C) ділянки. Кожна з V-ділянок містить по 3 гіперваріабельні ділянки, які утворюють сайт зв'язування антигена.
2. гамма/дельта (γδ) Т-клітини: їх TCR також є гетеродимером гамма-ланцюга в парі з дельта-ланцюгом. Вони демонструють характеристики як вродженої, так і набутої імунної відповіді; отже, розглядається як місток між двома компонентами імунної системи.

Обговорення, яке йде далі, стосується αβТ-клітин. TCR αβТ-клітин зв'язує бімолекулярний комплекс, що «виставлений» на поверхні АПК. Цей комплекс складається з фрагмента антигена, що лежить у щілині молекули MHC. Комплекс порівнюють із «хот-догом у булочці». 